# 古事記

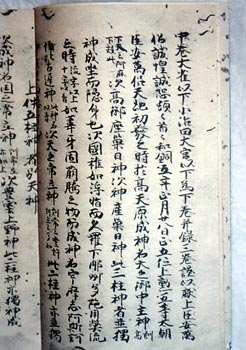
真福寺収蔵の『古事記』（国宝）
信瑜の弟子の賢瑜による写本

古事記（こじき、ふることふみ、ふることぶみ）は、日本の日本神話を含む歴史書。現存する日本最古の書物である。その序によれば、和銅5年（712年）に太安万侶が編纂し、元明天皇に献上されたことで成立する。また、その時に舎人親王なども加わっている。上中下の3巻。内容は天地のはじまりから推古天皇の代までの記事である。
8年後の養老4年（720年）に編纂された『日本書紀』とともに神代から上古までを記した史書として、近代になって国家の聖典と見なされ、記紀と総称されることもあるが、『古事記』が出雲神話を重視するなど両書の内容には差異もある。また、古くから歴史書として扱われてきたが偽書説も強い（後述）。
和歌の母体である古代歌謡（記紀歌謡）などの民間伝承の歌謡や、古代神話・伝説などの素材や記録を取り込んだ『古事記』は、日本文学の発生や源流を見る上でも重要な素材の宝庫となっている。

## 概要
『古事記』の原本は現存せず、いくつかの写本が伝わる。成立年代は、写本の序に記された年月日（和銅5年正月28日（ユリウス暦712年3月9日））により、8世紀初めと推定される。
内容は、神代における天地の始まりから推古天皇の時代に至るまでの出来事が、神話や伝説などを含めて、紀伝体で記載される。また、数多くの歌謡を含む。「高天原」という語が多用される点でも特徴的な文書である。
『古事記』は『日本書紀』とともに後世では「記紀」と総称される。内容には一部に違いがあり、『日本書紀』のような勅撰の正史ではないが、『古事記』も序文で天武天皇が、
と詔したと記載があるため、勅撰とも考えられる。しかし史料の上では、序文に書かれた成立過程や皇室の関与に不明な点や矛盾点が多いとする見解もある。
『続日本紀』には『日本書紀』の記事があるのに対し、『古事記』にはそのような記述を欠いている。稗田阿礼の実在性の低さ、序文の不自然さ、他の文書からはかなり後代になるまで存在が確認できないことから、偽書説（後述）も唱えられている。
『古事記』は歴史書であると共に文学的な価値も非常に高く評価され、また日本神話を伝える神典の一つとして、神道を中心に日本の宗教文化や精神文化に多大な影響を与えている。『古事記』に現れる神々は、現在では多くの神社で祭神として祀られている。一方文化的な側面は『日本書紀』よりも強く、創作物や伝承等で度々引用されるなど、世間一般への日本神話の浸透に大きな影響を与えている。

### 編纂の経緯
645年、中大兄皇子（天智天皇）らによる蘇我入鹿暗殺事件（乙巳の変）に憤慨した蘇我蝦夷は大邸宅に火をかけ自害した。この時に朝廷の歴史書を保管していた書庫までもが炎上したと言われる。『天皇記』など数多くの歴史書はこの時に失われ、『国記』（推古天皇の代に編纂されたと伝えられる）は難を逃れて天智天皇に献上されたとされるが、共に現存しない。663年、天智天皇は白村江の戦いで唐と新羅の連合に敗北し、予想された渡海攻撃への準備のため史書編纂の余裕はなかった。その時点で既に諸家の『帝紀』及『本辭』（『旧辞』）は虚実ない交ぜの状態であった。672年の壬申の乱後、673年、天智天皇の弟である天武天皇が即位し、『天皇記』や焼けて欠けてしまった『国記』に代わる国史の編纂を命じた。その際、28歳で高い識字能力と記憶力を持つ稗田阿礼に『帝紀』及『本辭』などの文献を「誦習」させた。その後、711年の元明天皇の命を受け、太安万侶が阿礼の「誦習」していた『帝皇日継』（天皇の系譜）と『先代旧辞』（古い伝承）を編纂し712年に『古事記』を完成させた。

### 成立
成立の経緯を記す序によれば『古事記』は、天武天皇の命で稗田阿礼が「誦習」していた上述の『帝皇日継』と『先代旧辞』を太安万侶が書き記し、編纂したものである。かつて「誦習」は、単に「暗誦」することと考えられていたが、小島憲之（『上代日本文学と中国文学 上』塙書房）や西宮一民（「古事記行文私解」『古事記年報』15）らは「文字資料の読み方に習熟する行為」であったとしている。

### 書名
書名は『古事記』とされているが、作成当時においては古い書物を示す一般名詞であったことから、正式名ではないといわれる。また、書名は安万侶が付けたのか、後人が付けたのかは定かではない。読みは本居宣長の唱えた「ふることぶみ」との説もあったが、現在は一般に音読みで「コジキ」と呼ばれる。

### 帝紀と旧辞
『古事記』は『帝紀』的部分と『旧辞』的部分とから成る。
『帝紀』は初代天皇から第33代天皇までの名、天皇の后妃・皇子・皇女の名、及びその子孫の氏族など、このほか皇居の名、治世年数、崩年干支・寿命、陵墓所在地、及びその治世の主な出来事などを記している。これらは朝廷の語部などが暗誦して天皇の大葬の殯の祭儀などで誦み上げる慣習であったが、6世紀半ばになると文字によって書き表されたものである。
『旧辞』は、宮廷内の物語、皇室や国家の起源に関する話をまとめたもので、同じ頃書かれたものである。
武田祐吉や岡田精司、関根淳などは、『古事記』の本文が推古朝で完結していることから、『古事記』の元となった『帝紀』が推古朝で終わっていた＝推古朝から遠くない時期に記されたと指摘している。ただし、舒明天皇を「岡本宮に坐して天下を治らしめしし天皇」と記していることから、舒明朝段階の加筆はあったとされる。
なお、笹川尚紀は、舒明天皇の時代の後半に天皇と蘇我氏の対立が深まり、舒明天皇が蘇我氏が関わった『天皇記』などに代わる自己の正統性を主張するための『帝紀』と『旧辞』を改訂と編纂を行わせ、後に子である天武天皇に引き継がれてそれが『古事記』の元になったと推測している。

### 表記
本文は変体漢文を主体とし、古語や固有名詞のように、漢文では代用しづらいものは一字一音表記としている。歌謡は全て一字一音表記とされており、本文の一字一音表記部分を含めて上代特殊仮名遣の研究対象となっている。また一字一音表記のうち、一部の神名などの右傍に 上、去 と、中国の文書にみられる漢語の声調である四声のうち上声と去声と同じ文字を配している。

### 歌謡
『古事記』は物語中心に書かれているが、それだけでなく多くの歌謡も挿入されている。これらの歌謡の多くは、民謡や俗謡であったものが、物語に合わせて挿入された可能性が高い。
有名な歌として、須佐之男命が櫛名田比売と結婚したときに歌い、和歌の始まりとされる「八雲たつ　出雲八重垣　妻ごみに　八重垣作る　その八重垣を」や、倭建命が東征の帰途で故郷を想って歌った「倭は国のまほろば　たたなづく青垣　山隠れる　倭し　うるわし」などがある。

### 構成
1. 上つ巻（序・神話）
2. 中つ巻（初代から十五代天皇まで）
3. 下つ巻（第十六代から三十三代天皇まで）

の3巻より成っている。

### 特徴
『古事記』の系譜記事で特徴的なのは、収録している氏族系譜が多く統一性が高く、母系の系譜を重視している点が挙げられる。『日本書紀』で記される登場する系譜は110氏族だが、『古事記』は201氏を数える。加えて、一祖多氏型の系譜も多いとされる。
また、『日本書紀』で用明天皇の皇后について述べた部分は「穴穂部間人皇女を立てて皇后とす。是に生ませる四の男、其一は厩戸皇子と曰ふ」と記し、その後に厩戸皇子やその親族について記した後に、「蘇我大臣稲目宿禰の女石寸名を立てて嬪とす。是に田目皇子を生ませり」と記されているのに対し、『古事記』では「稲目宿禰大臣の女意富芸多志比売を娶りて生ませる御子、多米王。また庶妹間人穴太部王を娶りて生ませる御子、上宮之厩戸豊聡耳命」となっており、蘇我氏が優先され、上宮王家についての記述が後になっている。そして、『古事記』には聖徳太子に関する記事が一切見えないため、『古事記』は聖徳太子の存在を蘇我氏より後退させたり、聖徳太子の歴史を無視しているとされる。7世紀後半から8世紀初頭にかけての『日本書紀』の編集作業では、聖徳太子を礼賛する思潮が見えるのに対し、同じ時期に成立した『古事記』ではそのような思潮が見られないどころか、その事績を無視している上に、蘇我馬子が主導した崇峻天皇の暗殺に関する記述も『古事記』には存在しない。
『古事記』の皇女の記載方法には統一性がなく、「比売命」や「郎女」などが混在しており、「皇女」で統一されている『日本書紀』とは大きく異なっている。しかし、『古事記』の欽明記・敏達記では皇子も皇女も「王」で統一されている。これは、欽明王統と蘇我氏が結びついた政治形態が成立していたからであると考えられる。
加えて、『古事記』の通常の用字法では「葛木」と表記されるべきであるが、仁徳記・履中記では「葛城」と好字に改められている箇所があり、これは蘇我馬子が「葛城臣」を称したためであると考えられている。
また、『古事記』では孝元天皇-武内宿禰-蘇我石河-蘇我氏という系譜を記しているのに対して、『日本書紀』ではそれを記していない。また、欠史八代の皇居と御陵は蘇我氏の勢力基盤である葛城・高市地域に集中している。これは「欠史八代や武内宿禰の系譜が推古朝において蘇我氏の手によって形成されたからである」と考えられるが、推古朝の段階で蘇我氏の全ての系譜が確定していたのではなく、「蘇我石河宿禰」は蘇我倉山田石川麻呂によって創作されたものであると考えられる。

### 写本
現存する『古事記』の写本は、主に「伊勢本系統」と「卜部本系統」に分かれる。

#### 伊勢本系統
現存する『古事記』の写本で最古のものは、「伊勢本系統」の南朝: 建徳2年/北朝: 応安4年（1371年）から翌、南朝：文中元年/北朝：応安5年（1372年）にかけて真福寺の僧・賢瑜によって写された真福寺本『古事記』三帖（国宝）である。奥書によれば、祖本は上・下巻が大中臣定世本、中巻が藤原通雅本である。道果本（上巻の前半のみ。南朝：弘和元年/北朝：永徳元年（1381年）写）、道祥本（上巻のみ。応永31年（1424年）写）、春瑜本（上巻のみ。応永33年（1426年）写）の道果本系3本は真福寺本に近く、そこから派生したとみられ、ともに伊勢本系統をなす。

#### 卜部本系統
伊勢本系統を除く写本は全て卜部本系統に属する。祖本は卜部兼永自筆本（上中下3巻。室町時代後期写）である。

## 受容・研究史
古事記の名が初めて他の文献に現れたのは、『弘仁私記』の序とされる。『日本後紀』の記述によれば、太安万侶の一族の末裔とみられる多人長（おおの ひとなが）が弘仁の日本紀講筵で執講を務めているため、多人長が『弘仁私記』を書き、日本紀講筵で古事記についても触れたと考えられている。ただし、この古事記が現在我々が知る古事記と同じものであったかは分からない。朝廷では平安時代、『日本書紀』について大学寮の学者が公卿に解説する日本紀講筵（日本紀講、講書）が行われ、『古事記』は参考文献として使われた。古語を伝える書として重視されることもあれば、矢田部公望のように編年体でないことで低く評価したうえで『先代旧事本紀』の方がより古い史書であると主張する講師もいた。
鎌倉時代には、朝廷でも披見できる人が少ない秘本扱いで、特に中巻は近衛家伝来の書を収めた鴨院御文庫にしかないと言われていた。そうした中、弘長3年（1263年）に右近衛大将藤原通雅が「不慮」に中巻を手に入れた。神祇官の卜部兼文（卜部兼方の父）は文永5年（1268年）に通雅から、文永10年（1273年）には鷹司兼平から中巻を借りて書写した。弘安4年（1281年）には藤原氏一条家が卜部家から借りた『古事記』を書写して自家伝来本と校合し、翌年さらに伊勢神宮祭主の大中臣定世が一条家から借りて書写した。孫の大中臣親忠が伊勢神宮外宮禰宜の度会家行（伊勢神道の大成者）に貸して写本が2部つくられた。これが、伊勢神宮と密接な関わりがあった真福寺に伝わる『古事記』最古の写本の元になったと推測される。度会家行は自著『類聚神祇本源』に『古事記』を引用した。
室町時代後期の神道家の吉田兼倶も、『日本書紀』を最上としつつも『先代旧事本紀』と『古事記』を「三部の本書」と呼んで重視した。

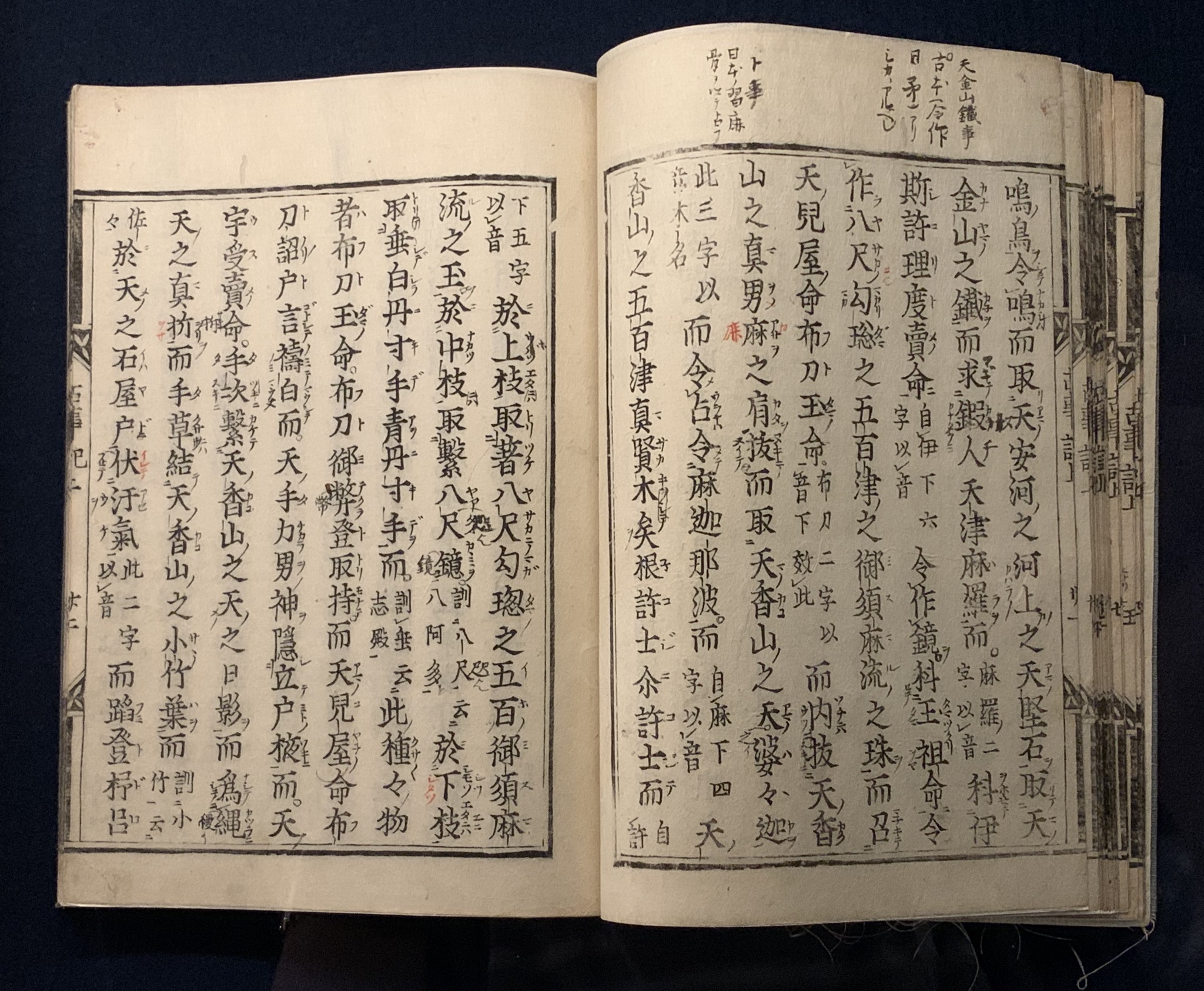
寛永版本 古事記、初版
國學院大學古事記学センター蔵

江戸時代初期の寛永21年（1644年）に京都で印刷による刊本『古事記』（いわゆる「寛永古事記」）が出版され、研究が盛んになった。出口延佳が『鼇頭（ごうとう）古事記』を貞享4年（1687年）に刊行したほか、『大日本史』につながる修史事業を始めた徳川光圀（水戸藩主）にも影響を与えた。

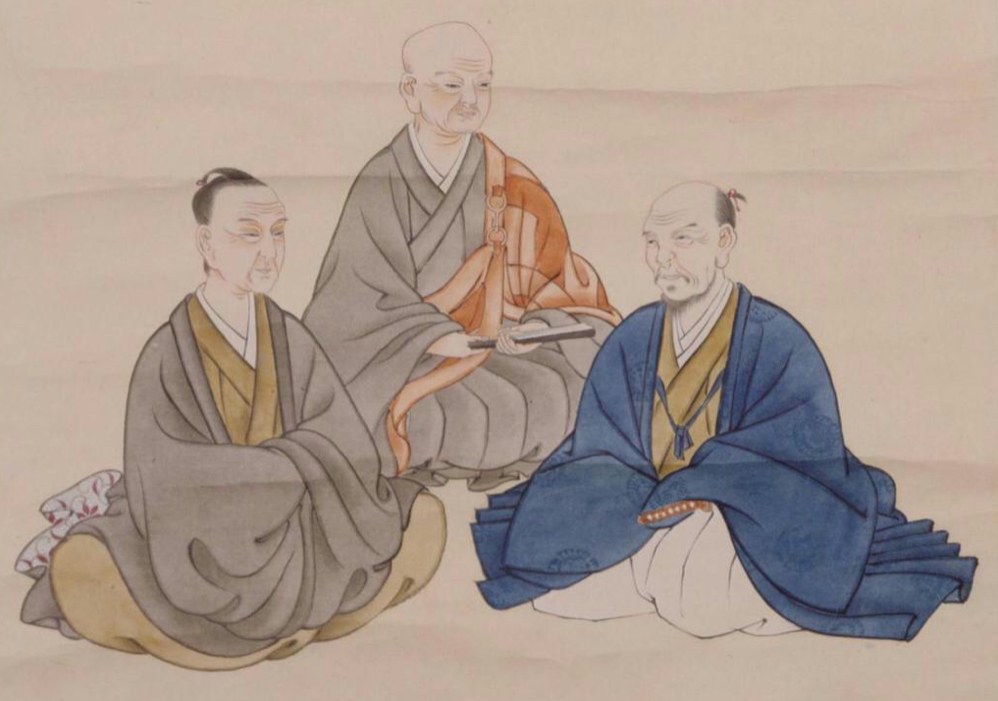
「国学の三哲」と位置づけられる本居宣長(左)、契沖(中)、賀茂真淵(右)

中期に隆盛する国学でも重視され、荷田春満は『古事記箚記（さっき）』、賀茂真淵は『古事記頭書（とうしょ）』を著した。そして京都遊学中に寛永版古事記を入手した本居宣長は、賀茂真淵との「松坂の一夜」でも『古事記』の重要性を説かれて本格的な研究に取り組み、全44巻の註釈書『古事記傳』を寛政10年（1798年）に完成させた。これは『古事記』研究の古典であり、厳密かつ実証的な校訂は後世に大きな影響を与えている。

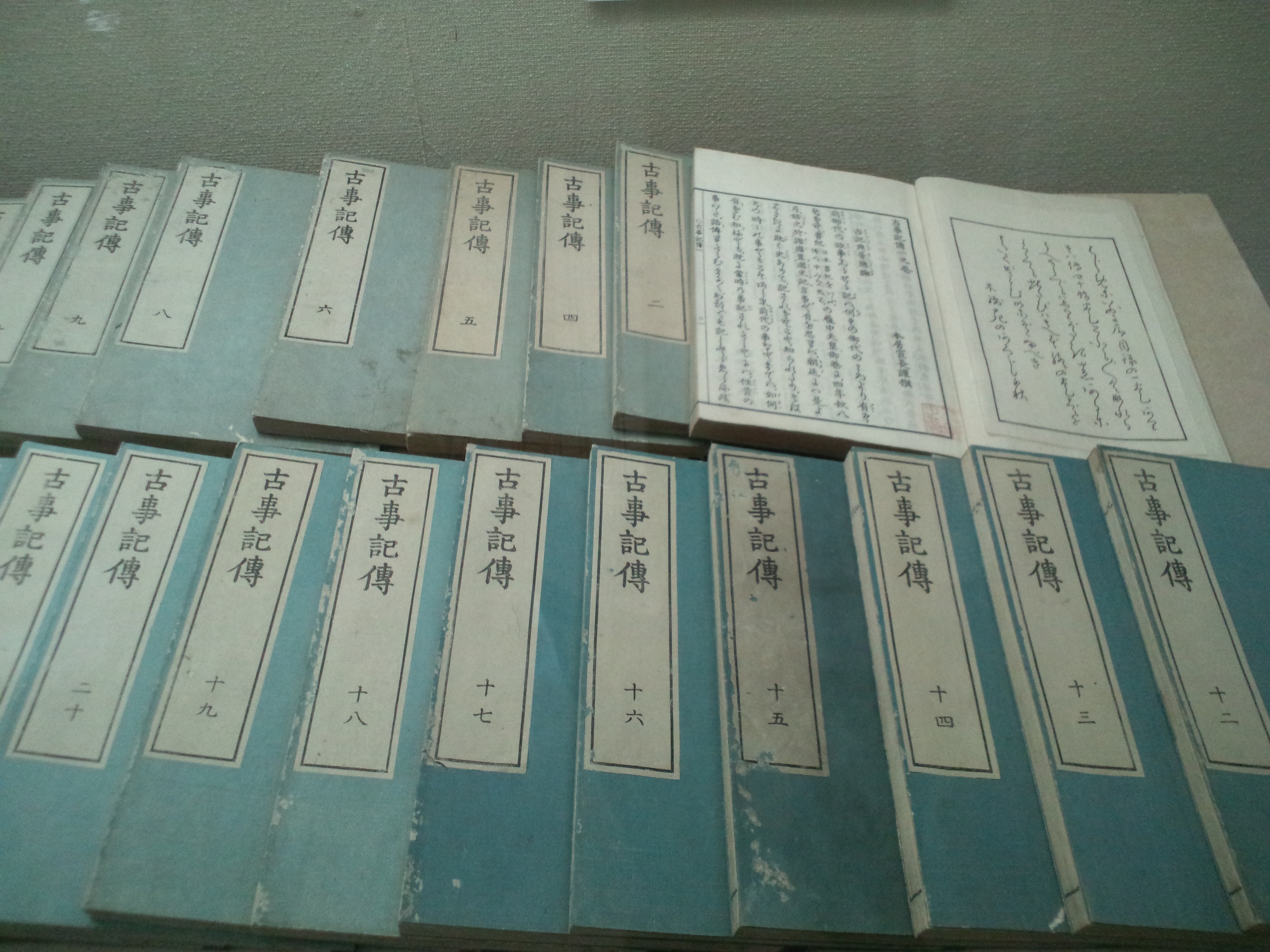
本居宣長『古事記傳』
本居宣長記念館蔵・国重文

第二次世界大戦後は自由な解釈が可能となり、倉野憲司や武田祐吉、西郷信綱、西宮一民、神野志隆光らによる研究や注釈書が発表された。特に倉野憲司による岩波文庫版は、初版（1963年（昭和38年））刊行以来、重版の通算は約100万部に達している。20世紀後半になり、『古事記』の研究はそれまでの成立論から作品論へとシフトしている。成立論の代表としては津田左右吉や石母田正があり、作品論の代表としては、吉井巌・西郷信綱・神野志隆光がいる。

### 偽書説
『古事記』の名が初めて資料に登場するのは、10世紀初めの延喜の日本紀講筵から（これも現在の我々が知る『古事記』と同じものであるかは不明である）で、それまでの現存する史料の中には『古事記』の名は一切見当たらない。
そのため、『古事記』には、近世（江戸時代）以降、偽書の疑いを持つ者があった。賀茂真淵（宣長宛書翰）や沼田順義、中沢見明、筏勲、松本雅明、大和岩雄、大島隼人、三浦佑之、宝賀寿男らは、『古事記』成立が公の史書に記載がないことや、序文の不自然さなどへ疑問を提示し、偽書説を唱えている。
偽書説には主に二通りあり、序文のみが偽書とする説と、本文も偽書とする説に分かれる。以下に概要を記す。
- 序文偽書説では『古事記』の序文（上表文）において語られる『古事記』の成立事情を証する外部の有力な証拠がないことなどから序文の正当性に疑義を指摘する。また稗田阿礼の実在性が非常に低いことや、編纂の勅命が出された年号の記載がないこと、官位の記載や成立までの記載が杜撰なことから偽書の可能性を指摘している。なお「偽書」とは著者や執筆時期などの来歴を偽った書物のことであるから、その意味では序文が偽作であれば古事記は「偽書」ということになる。もちろん、その場合も本文の正当性は別の問題である。
- 本文偽書説では、『古事記』には『日本書紀』より新しい神話の内容や、延喜式に見えない神社が含まれているとして、より時代の下る平安時代初期ころ、または鎌倉時代の成立とみなす。この説には後世に序文・本文の全部を創作したとする説と、『日本書紀』同様の古い史料に途中途中「加筆」し続けたものとする説がある。また『新撰姓氏録』でも『古事記』本文に登場する系譜伝承が引用されていないなど、その成立に不審な点が多々ある。

このうち、本文偽書説においても太安万侶の墓誌発見以降は『万葉集』『日本書紀』以降に全部を創作したとする説は上代文学界・歴史学界には殆ど受け入れられていないと古代文学者の三浦佑之はみている。もっとも三浦によれば安万侶の実在は元々疑われておらず、生存年代の一致くらいで変わるはずはないとし、上代特殊仮名遣の中でも、『万葉集』『日本書紀』では既に消失している2種類の「モ」の表記上の区別が、『古事記』には残存する点を重視している。なお、序文には上代特殊仮名遣は一切使われていない。もっとも、『古事記』や『万葉集』には『日本書紀』と異なる傾向があって必ずしも音に寄るとは限らないとする指摘もあり、また、音の場合であっても、多くの区別が畿内では8世紀後半以降しだいに曖昧になったものの、地方では『万葉集』の東歌や防人歌の伝える東国方言ではかなり後まで多く2類の混同がみえることから、方言等を利用した擬古文のような可能性も考えれば一概に断定できない。さらに、近年では上代特殊仮名遣についても従来の発音によるとする考え方に見直しの必要があるとして文字通りの仮名遣いそのものではなかったかとする説もあり、その場合、日本紀講筵の執講を務めるような人物であれば再現は容易であったとも考えられる。三浦自身は、『古事記』の序文については『弘仁私記』に同じような記述があることから互いの影響を指摘し、同じ頃（9世紀初め頃）書かれたものとみている。古代文学者の西條勉は、序文の用語法を現存最古とみられる写本によって詳細に検討した結果、この成立を9世紀初めの弘仁の頃とみているが、本文についてはあくまで源流となるものがあって稗田が詠唱したものを安麻呂が撰録（編集）したが内容自体に手を加えることはなかったはずとしている。
序文偽書説の論拠に、稗田阿礼の実在性が低いこと、太安萬侶のような姓（カバネ）の記載がないことが国史として不自然であること、官位のない低級身分の人間を舎人として登用したとは考えられないこと、編纂の勅令が下された年の記載がないこと、『古事記』以外の史書（『続日本紀』『弘仁私記』『日本紀竟宴和歌』など）では「太安麻呂」と書かれているのに、『古事記』序文のみ「太安萬侶」と異なる表記になっていることがあった。ところが、1979年（昭和54年）1月に奈良市此瀬（このせ）町より太安万侶の墓誌銘が出土し、そこに
とあったことが判明し、漢字表記の異同という論拠に関しては否定されることとなった。しかし、偽書説においては太安萬侶の表記の異同が問題ではなく、安萬侶自身が『古事記』編纂に関与したことが何ら証明されていないことが問題とされる。
その後、平城京跡から出土した、太安万侶の墓誌銘を含む木簡の解析により、『古事記』成立当時には、既に『古事記』で使用される書き言葉は一般的に使用されていたと判明した。それにより序文中の「然れども、上古の時、言意（ことばこころ）並びに朴（すなほ）にして、文を敷き句を構ふること、字におきてすなはち難し。」は序文の作成者が当時の日本語の使用状況を知らずに想像で書いたのではないかと指摘されている。
その他、平安時代にならなければ書けないことがあるため、少なくとも序文については平安時代の９世紀初頭に書かれたとの説が有力ともみられている。そうなると、本文もいつ頃できたのかは序文以前の9世紀初頭以前という他なくなる。中川右京は、三巻構成の「古事記」において神話と切り離したとみられる「下つ巻」は第16代仁徳天皇からで実在性が戦後の学会でも認められている第15代応神天皇に近いこと、古史古伝のような神代文字ではないこと等、あまりに異状な点はないことを認めつつも、偽史偽書とまで断定しないながら信頼性は結局古史古伝並みのものでしかないとしている。
また、『古事記』が編纂された時期の正史とされている『続日本紀』は、元々は全30巻で編纂されていたものが途中で全20巻に変更された結果、原稿から相当の記述が削除もしくは圧縮された後の姿が現在の『続日本紀』になったと考えられている。この際に『古事記』に関する記述も元の原稿には記載されていたものの、全20巻にする過程で完成記事も含めて削られてしまったことも十分考えられる。これは『日本書紀』に関しても同様で、こちらには完成した事実を示す記述があるもののの、本来ならば記述されるべき舎人親王が『日本書紀』の編纂責任者となった経緯を示す記事や完成時に天皇に出された筈の上表文、完成後に行われた筈の編纂関係者への褒賞に関する記事が載せられておらず、不完全な記述に留まっている。つまり、『続日本紀』編纂における分量圧縮の過程で『古事記』に関する記事が省略された可能性がある以上、史書への記述の有無によって偽書説の決定的な根拠にはなりがたいことを示している。ただし、いずれにせよ古事記の存在を示す根拠が他に全くないという点には変わりがない。
815年（弘仁6年）に撰録された『新撰姓氏録』はその序の中で編集方針について、「本系で漏れているものは古記でおぎない、また本系と古記とに異動のあるものは、古記を正しいものとして判定し、古記の蒐集には非常に努力が払われた」ことが記されている。ところが、『古事記』は系譜において『日本書紀』よりもはるかに詳しく記載しているにもかかわらず、『新撰姓氏録』は『古事記』を参考資料として全く校合しなかった事実から、少なくとも『新撰姓氏録』が世に出た弘仁6年までは、『古事記』は存在しなかったか、存在しても少なくとも信頼性のある書物とは見られていなかったと考えられる。
『古事記』の歴史書としての評価は、904年の宮中で開かれた日本紀講筵で講所の博士の藤原春海が、日本の史書の初めは『古事記』でこれが『日本書紀』の原本にもなったとしたことに始まる。ほぼ30年おきに開かれていた日本紀講筵では専ら『日本書紀』の訓読法と文意を講義するものである。なお、このとき藤原の補助を務めた矢田部公望は、約30年後の次の承平の日本紀講筵で講所の博士となり、今度は聖徳太子勅撰の『先代旧事本紀』こそが史書の初めであり、これこそが『日本書紀』や『古事記』に先行するとあらたに主張し始めている。

### 外国語訳
『古事記』の最初の英語完訳は、1882年（明治15年）に初版された英国人のバジル・ホール・チェンバレンによる「KO-JI-KI or “Records of Ancient Matters”」である。日本に関心を持っていたラフカディオ・ハーン（小泉八雲）は、この英訳本をアメリカの出版社から渡され、日本行きの決意を固くした。

### サブカルチャーでの受容
『古事記』はサブカルチャーでも受容され、漫画化・ライトノベル化などもされている。
- 『古典コミックス古事記』1990年、主婦と生活社、監修・樋口清之国学院大学名誉教授、解説・小松和彦大阪大学助教授、脚本・鈴木亨、作画・登龍太
- 『マンガ日本の古典(1)古事記』1999年、中公文庫、作画・石ノ森章太郎
- 『まんがで読む古事記』全3巻、2009年 - 2011年、青林堂、作画・久松文雄
- 『まんがで読破Remix 古事記／日本書紀』2014年、イースト・プレス
- 『愛と涙と勇気の神様ものがたり まんが古事記』2015年、講談社、監修・戸矢学、作画・ふわこういちろう
- 『ラノベ古事記 日本の神様とはじまりの物語』2017年、KADOKAWA、小野寺優
- 『神訳 古事記』2017年、光文社、荒川祐二
- 『マンガで読み解く真説・古事記』2021年、講談社、著・関裕二、作画・近藤たかし

## 本文目次

### 序
- 古伝承とその意義
- 天武天皇と『古事記』の企画
- 太安万侶の『古事記』撰録

### 上巻
- 天地開闢（） 天地初発（）、天地（）の創成、天地（）の初め
- 別天津神と神世七代
- 伊邪那岐命（）と伊邪那美命（）
  - オノゴロ島
  - 二神の結婚
  - 二神の国生み
  - 二神の神生み
  - 火神迦具土神（）、カグツチ
  - 黄泉の国
  - 禊祓と三貴子
- 天照大神と須佐之男命（）
  - アマテラスとスサノオの誓約
  - スサノオノミコトの神逐
  - 天岩戸
  - 大気都比売神（）、オオゲツヒメ
  - 八岐大蛇（）
  - スサノオの神裔
- 大国主神（）
  - 因幡の白兎
  - 八十神（）の迫害
  - 根の国(根之堅洲國)訪問
  - 八千矛神（）の妻問い物語
  - 大国主神の神裔
  - 少名毘古那神（）と御諸山（）の神
  - 大年神（）の神裔
- 葦原中国平定
  - 天菩比神（）と天若日子（）
  - 阿遅志貴高日子根神（）
- 建御雷神（）と事代主神（）と建御名方神（）
  - 大国主の国譲り
- 邇邇芸命（）
  - 邇邇芸命の誕生
  - 猿田毘古神（）
  - 天孫降臨
  - 猿田毘古神と天宇受売命（）
  - 木花之佐久夜毘売（）
- 火遠理命（ほおりのみこと）
  - 海幸彦（）と山幸彦（）
  - 海神宮（）訪問
  - 火照命（）の服従
  - 鵜葺草葺不合命（）の誕生

### 中巻
- 神倭伊波礼毘古命（）神武天皇
  - 神武東征
  - 布都御魂と八咫烏
  - 五瀬命
  - 熊野より大和へ
  - 久米歌
  - 伊須気余理比売（）
  - 当芸志美美命（）の反逆
- 神沼河耳命（）綏靖天皇
- 師木津日子玉手見命（）安寧天皇
- 大倭日子鍬友命（）懿徳天皇
- 御真津日子可恵志泥命（）孝昭天皇
- 大倭帯日子国押人命（）孝安天皇
- 大倭根子日子賦斗迩命（）孝霊天皇
- 大倭根子日子国玖琉命（）孝元天皇
- 若倭根子日子大毘々命（）開化天皇
- 御真木入日子印恵命（）崇神天皇
  - 后妃（）と御子（）
  - 三輪山の大物主神（）
  - 建波邇安王（）の反逆
  - 初国知らしし天皇
- 伊久米伊理毘古伊佐知命（）垂仁天皇
  - 后妃と御子
  - 沙本毘古（）と沙本毘売（）
  - 本牟智和気王（）
  - 円野比売（）
  - 時じくの香（）の木の実
- 大帯日子於斯呂和気天皇（）景行天皇
  - 后妃と御子
  - 倭建命（）の熊襲征伐
  - 出雲建（）討伐
  - 倭建命の東国征討
  - 美夜受比売（）
  - 思国歌（）
  - 八尋白智鳥（）
  - 倭建命の子孫
- 若帯日子天皇（）成務天皇
- 帯中日子天皇（）仲哀天皇
  - 后妃と御子
  - 神功皇后の神がかり
  - 皇后の新羅遠征
  - 香坂王（）と忍熊王（）の反逆
  - 気比大神（）
  - 酒楽（）の歌
- 品陀和気命（）応神天皇
  - 后妃と御子
  - 大山守命（）と大雀命（）
  - 矢河枝比売（）
  - 長髪比売（）
  - 国栖（）の歌
  - 百済の朝貢
  - 大山守命の反逆
  - 天之日矛（）の渡来
  - 秋山之下氷壮夫（）と春山之霞壮夫（）
  - 天皇の子孫

### 下巻
- 大雀命（）仁徳天皇
  - 后妃と御子
  - 吉備の黒日売（）
  - 八田若郎女（）と石之日売（）
  - 速総別王（）と女鳥王（）
  - 雁（）の卵（）
  - 枯野という船
- 伊邪本若気王（）履中天皇
  - 墨江中王（）の反逆
  - 水歯別王（）と曾婆可理（）
- 水歯別命（）反正天皇
- 男浅津間若子宿禰王（）允恭天皇
  - 后妃と御子
  - 氏姓の制定
  - 軽太子（）と軽大郎女（）
- 穴穂御子（）安康天皇
  - 大日下王（）と根臣（）
  - 目弱王（）の変
  - 市辺之忍歯王（）
- 大長谷若建命（）雄略天皇
  - 后妃と御子
  - 若日下部王（）
  - 赤猪子（）
  - 吉野宮
  - 葛城（）の一言主大神（）
  - 袁努比売（）、三重の采女（）
- 白髪大倭根子命（）清寧天皇
  - 志自牟（）の新室楽（）
  - 歌垣
- 袁祁之石巣別命（）顕宗天皇
  - 置目老媼（）
  - 御陵（）の土
- 意祁命（）仁賢天皇
- 小長谷若雀命（）武烈天皇
- 袁本杼命（）継体天皇
- 広国押建金日王（）安閑天皇
- 建小広国押楯命（）宣化天皇
- 天国押波琉岐広庭天皇（）欽明天皇
- 沼名倉太玉敷命（）敏達天皇
- 橘豊日王（）用明天皇
- 長谷部若雀天皇（）崇峻天皇
- 豊御食炊屋比売命（）推古天皇

## 内容

### 序を併せたり
撰者である太朝臣安万侶が天子に奏上する形式に倣った序文である。
序第1段 稽古照今（古を稽へて、今に照らす）
ここでは『古事記』の内容の要点を天地開闢から挙げ、さらに、それぞれの御代の事跡は異なるが政治についての記載にはほぼ誤りはなかったと述べている。
臣安萬侶言す。それ、混元既に凝りて、気象未だ效（）れず。名もなく為も無し。誰れかその形を知らむ。
…歩驟（）各異（）に、文質同じくあらずと雖も、古を稽（）へて風猷を既に頽れたるに縄（）し、今に照らして典教を絶えむとするに補はずといふことなし。

序第2段 『古事記』撰録の発端
ここでは、まず、天武天皇の事跡を厳かに述べた後、天武天皇が稗田阿禮に勅語して、『帝紀』『旧辞』を誦習させたが、結局文章に残せなかった経緯を記している。
…ここに天皇（天武）詔（）りたまひしく「朕（）聞きたまへらく、『諸家のもたらす帝紀および本辞、既に正実に違ひ、多く虚偽を加ふ。』といへり。今の時に当たりて、其の失（）を改めずは、未だ幾年をも経ずしてその旨滅びなんとす。これすなはち、邦家の経緯、王化の鴻基なり。故これ、帝紀を撰録し、旧辞を討覈して、偽りを削り実（）を定めて、後葉（）に流（）へむと欲（）ふ。」とのりたまひき。時に舎人（）ありき。姓（）は稗田（）、名は阿禮（）、年はこれ二十八。人と為り聡明にして、耳に度（）れば口に誦（）み、耳に拂（）るれば心に勒（）しき。すなはち、阿禮に勅語して帝皇日継（）及び先代旧辞（）を誦み習はしめたまひき。
序第3段 『古事記』の成立
ここでは、元明天皇の世となって、詔により安万侶が稗田阿禮の誦習を撰録した経緯を述べ、最後に内容の区分について記している。経緯では言葉を文字に置き換えるのに非常に苦労した旨が具体的に記されている。
…ここに、旧辞の誤りたがへるを惜しみ、先紀の謬り錯（）れるを正さむとして、和銅四年九月十八日をもちて、臣安麻呂に詔りして、稗田阿禮の誦む所の勅語の旧辞を撰録して献上せしむるといへれば、謹みて詔旨（）の随（）に、子細に採りひろひぬ。然れども、上古の時、言意（）並びに朴（）にして、文を敷き句を構ふること、字におきてすなはち難し。
…大抵記す所は、天地開闢より始めて、小治田（）の御世に訖（）る。故、天御中主神（）以下、日子波限建鵜草葺不合命（）以前を上巻となし、神倭伊波禮毘古天皇（）以下、品蛇御世（）以前を中巻となし、大雀皇帝（）以下、小治田大宮（）以前を下巻となし、併せて三巻を録して、謹みて献上る。臣安萬侶、誠惶誠恐、頓首頓首。

### 上巻（かみつまき）
天地開闢から日本列島の形成と国土の整備が語られ、天孫降臨を経てイワレヒコ（神武天皇）の誕生までを記す。いわゆる「日本神話」である。
天地開闢の後に七代の神が交代し、その最後にイザナギ、イザナミが生まれた。二神は高天原（天）から葦原中津国（地上世界）に降り、結婚して結ばれ、その子として、大八島国を産み、ついで、山の神、海の神など様々な神を産んだ。こうした国産みの途中、イザナミは火の神を産んだため、火傷を負い死んでしまい、出雲国と伯耆国の堺にある比婆山（現・島根県安来市）に葬られた。イザナギはイザナミを恋しがり、黄泉の国（死者の世界）を訪れ連れ戻そうとするが、連れ戻せず、国産みは未完成のまま終わる。
イザナギは黄泉の国の穢れを落とすため、禊を行い、左目を洗ったときに天照大御神（）、右目を洗ったときに月読命（）、鼻を洗ったときに須佐之男命（）を産む。その後、最初に生んだ淡路島の幽宮で過ごした。これら三神は三貴子と呼ばれ、神々の中で重要な位置を占めるのだが、月読命に関してはその誕生後の記述が一切ない。スサノオノミコトは乱暴者なため、姉のアマテラスに反逆を疑われる。そこで、アマテラスとスサノオノミコトは心の潔白を調べる誓約（うけい）を行い五男三女神が誕生する。その結果、スサノオノミコトは潔白を証明するが、調子に乗って暴れてしまい、そのためアマテラスは天岩屋戸に閉じこもるが、集まった諸神の知恵で外に出すことに成功する。
一方、スサノオノミコトは神々の審判により高天原を追放され、葦原中津国の出雲国に下る。ここまでは乱暴なだけだったスサノオノミコトの様相は変化し、英雄的なものとなってヤマタノオロチ退治を行なう。次に、スサノオノミコトの子孫である大国主神が登場する。大国主の稲羽の素兎（因幡の白兎）や求婚と受難の話が続き（大国主の神話）、スクナヒコナとともに国作りを進めたことが記される。国土が整うと国譲りの神話に移る。天照大御神は葦原中津国の統治権を天孫に委譲することを要求し、大国主と子供の事代主神はそれを受諾する。子の建御名方神は、承諾せず抵抗するが、後に受諾する。葦原中津国の統治権を得ると高天原の神々は天孫ニニギを日向の高千穂に降臨させる。次に、ニニギの子供の山幸彦と海幸彦の説話となり、海神の宮殿の訪問や異族の服属の由来などが語られる。山幸彦は海神の娘と結婚し、誕生した息子もまた海神の娘と結婚し、孫の神武天皇が誕生して上巻は終わる。

#### 上巻に出てくる主な神々
- 別天津神（）天地開闢と共にあらわれた神々。まず最初の3柱（造化の三神）があらわれ、後に残りの2柱があらわれた。5柱全て身を隠した。
  - 天之御中主神（あめのみなかぬし）
天原の中心の神
高御産巣日神（）
生成力の神格化、天津神の守護
神産巣日神（）
生成力の神格化、国津神の守護
宇摩志阿斯訶備比古遅神（）
天之常立神（あめのとこたち）

神世七代（）別天津神に次いで現れた12柱7代の神々、およびその時代を指す。
  - 国之常立神（）
国土の根源神
豐雲野神（）
宇比地邇神（）・須比智邇神（）
3代目以降はいずれも兄妹神である。
角杙神（）・活杙神（）
意富斗能地神（）・大斗乃辨神（）
於母蛇流神（）・阿夜訶志古泥神（）
伊邪那岐神・伊邪那美神
兄妹であり夫婦。
常陸之国の畑盗人　一日に千里を駆ける

三貴子（）伊邪那岐神自身が生んだ諸神の中で最も貴いとしたところからこう呼ばれる。
  - 天照大御神
イザナギが左の目を洗ったとき生まれた。
月読命（）
イザナギが右の目を洗ったとき生まれた。
須佐之男命
イザナギが鼻を洗ったとき生まれた。後に高天原を追放される。

大国主神須佐之男命の子孫。国譲り以前に葦原中国を治めていた国津神。
地神五代以下の5柱および天神から人皇への移行期を指す。
  - 天照大御神
天之忍穂耳命
地神五代の2代目。天照大御神と須佐之男命の誓約により生まれた。
邇邇芸命
天之忍穂耳命の子。天で生まれ、大国主神からの国譲りを受けて葦原中国に降った（天孫降臨）。
火遠理命
邇邇芸命の子。山幸彦としても知られる。
鵜葺草葺不合命
火遠理命の子。初代天皇の父親。

三女神と五男神天照大御神と須佐之男命の誓約により生まれた、天之忍穂耳命を含む神々。女神達は宗像三女神とも呼ばれる。

### 中巻（なかつまき）
初代神武天皇から15代応神天皇までを記す。2代から9代までは欠史八代と呼ばれ、系譜などの記述のみで、説話などは記載が少ない。そのため、この八代は後世に追加された架空の存在であるという説があるが、実在説も存在する。なお、神武東征に始まり、ヤマトタケルや神功皇后について記す。「神武天皇」などの各天皇の漢風諡号は『古事記』編纂当時は定められていないため、国風諡号のみで記されている。各天皇陵の現在の比定地については「天皇陵#一覧」も参照。

#### 中巻に出てくる主な人物
1代神武天皇
神倭伊波禮毘古命（）、畝火の白檮原宮（）（奈良県畝傍山東南の地）に坐（）して、天の下治（）らしめしき。天皇の御年（享年）は一百三十七歳（）。御陵（）は畝傍山の北の方の白檮（）の尾の上にあり（奈良県橿原市）。
2代綏靖天皇
神沼河耳命（）、葛城の高岡宮（奈良県御所市）に坐して、天の下治らしめしき。天皇の御年は四十五歳（）。御陵は衝田（）岡にあり（奈良県橿原市）。
3代安寧天皇
師木津日子玉手見命（）、片鹽の浮穴宮（奈良県大和高田市）に坐して、天の下治らしめしき。天皇の御年は四十九歳（）。御陵は畝傍山の御陰（）にあり（奈良県橿原市）。
4代懿徳天皇
大倭日子鉏友命（）、軽の境岡宮（奈良県橿原市）に坐して、天の下治らしめしき。天皇の御年は四十五歳（）。御陵は畝傍山の真名子（）谷の上にあり（奈良県橿原市）。
5代孝昭天皇
御眞津日子訶惠志泥命（）、葛城の掖上宮（奈良県御所市）に坐して、天の下治らしめしき。天皇の御年は九十三歳（）。御陵は掖上（）の博多（）山の上にあり（奈良県御所市）。
6代孝安天皇
大倭帯日子國押人命（）、葛城の室の秋津島（奈良県御所市）に坐して、天の下治らしめしき。天皇の御年は一百二十三歳（）。御陵は玉手（）の岡の上にあり（奈良県御所市）。
7代孝霊天皇
大倭根子日子賦斗邇命（）、黒田の庵戸宮(廬戸宮)（奈良県田原本町）に坐して、天の下治らしめしき。天皇の御年は一百六歳（）。御陵は片岡の馬坂の上にあり（奈良県王寺町）。欠史八代で唯一、大吉備津日子命と若建吉備津日子命による吉備平定が簡潔に書かれている。
8代孝元天皇
大倭根子日子國玖琉命（）、軽の境原宮（奈良県橿原市）に坐して、天の下治らしめしき。天皇の御年は五十七歳（）。御陵は剣池の中の岡の上にあり（奈良県橿原市）。
9代開化天皇
若倭根子日子大毘毘命（）、春日の伊邪河宮（）（奈良市）に坐して、天の下治らしめしき。天皇の御年は六十三歳（）。御陵は伊邪（）河の坂の上にあり（奈良市）。
10代崇神天皇
御眞木入日子印惠命（）、師木（）の水垣宮（）（奈良県桜井市）に坐して、天の下治らしめしき。天皇の御歳は一百六十八歳（）。戊寅の年の十二月に崩りましき。御陵は山邊（）の道の勾（）の岡の上にあり（奈良県天理市）。
11代垂仁天皇
伊久米伊理毘古伊佐知命（）、師木の玉垣宮（奈良県桜井市）に坐して、天の下治らしめしき。天皇の御年は一百五十三歳（）。御陵は菅原の御立野の中にあり（奈良市）。
12代景行天皇
大帯日子淤斯呂和氣天皇（）、纏向（）の日代宮（奈良県桜井市）に坐して、天の下治らしめしき。天皇の御年は一百三十七歳（）。御陵は山邊の道の上にあり（奈良県天理市）。
倭建命（）
能煩野（）（三重県鈴鹿郡）に至りまし、歌ひ竟（）ふる即ち崩りましき。御陵を作る。ここに八尋白智鳥（）に化りて、天に翔りて濱に向きて飛び行でましき。………河内国の志幾（）に留まりましき。故、其地に御陵を作りて鎮まり坐さしめき。すなわちその御陵を号けて、白鳥の御陵と謂う。

13代成務天皇
若帯日子天皇（）、志賀の高穴穂宮（）（滋賀県大津市）に坐して、天の下治らしめしき。天皇の御年は九十五歳（）。乙卯の年の三月十五日に崩りましき。御陵は沙紀の多他那美（）にあり（奈良県奈良市）。
14代仲哀天皇
帯中日子天皇（）、穴門（）（山口県下関市長府）、また筑紫の詞志比宮（）（福岡市香椎）に坐して、天の下治らしめしき。天皇の御年は五十二歳（）。壬戌の年の六月十一日に崩りましき。御陵は河内の恵賀の長江（）にあり（大阪府南河内郡）。
神功皇后
息長帯日（比）売命（）。皇后は御年一百歳（ももとせ）にして崩りましき。狭城の楯列（たたなみ）の陵に葬りまつりき（奈良市）。

15代応神天皇
品蛇和氣命（）、軽島の明宮（）（奈良県橿原市）に坐して、天の下治らしめしき。天皇の御年は一百三十歳（）。甲午の年の九月九日に崩りましき。御陵は川内（）の恵賀の裳伏（）の岡にあり（大阪府南河内郡）。

### 下巻（しもつまき）
16代仁徳天皇から33代推古天皇までを記す。24代仁賢天皇から推古天皇までは欠史八代と同じく系譜などの記述のみで具体的な著述が少ない。これは、当時においては時代が近く自明のことなので書かれなかったなどといわれる。

#### 下巻に出てくる主な人物
16代仁徳天皇
大雀命（）、難波の高津宮（大阪市）に坐（）して、天の下治（）らしめしき。天皇の御年は八十三歳（）。丁卯の年の八月十五日に崩りましき。御陵は毛受（）の耳原（）にあり（大阪府堺市）。
17代履中天皇
伊邪本和氣命（）、伊波禮（）の若櫻宮（奈良県桜井市）に坐して、天の下治らしめしき。天皇の御年は六十四歳（）。壬申の年の正月三日に崩りましき。御陵は毛受にあり（大阪府堺市）。
18代反正天皇
水歯別命（）、多治比（）の柴垣宮に坐して、天の下治らしめしき（大阪府南河内郡）。天皇の御年は六十歳（）。丁丑の年の七月崩りましき。御陵は毛受野（）にあり。
19代允恭天皇
男淺津間若子宿禰命（）、遠飛鳥宮（）（奈良県明日香村）に坐して、天の下治らしめしき。天皇の御年は七十八歳（）。甲午の年の正月十五日に崩りましき。御陵は河内の恵賀の長枝（）にあり（大阪府南河内郡）。
20代安康天皇
穴穂御子（）、石上（）の穴穂宮（）（奈良県天理市）に坐して、天の下治らしめしき。天皇の御年は五十六歳（）。御陵は菅原の伏見の岡にあり（奈良市）。
21代雄略天皇
大長谷若建命（）、長谷（）の朝倉宮（奈良県桜井市）に坐して、天の下治らしめしき。天皇の御年は一百二十四歳（）。己巳の年の八月九日に崩りましき。御陵は河内の多治比の高鸇（）にあり（大阪府南河内郡）。
22代清寧天皇
白髪大倭根子命（）、伊波禮（）の甕栗宮（）（奈良県橿原市）に坐して、天の下治らしめしき。
23代顕宗天皇
袁祁之石巣別命（）、近飛鳥宮（）（大阪府南河内郡）に坐して、天の下治らしめすこと八歳なりき。天皇の御年は三十八歳（）。御陵は片岡の石坏（）の岡の上にあり（奈良県香芝市）。
24代仁賢天皇
意祁命（）、石上の廣高宮（奈良県天理市か）に坐して、天の下治らしめしき。
25代武烈天皇
小長谷若雀命（）、長谷の列木宮（）（奈良県桜井市）に坐して、天の下治らしめすこと八歳なりき。御陵は片岡の石坏の岡にあり。
26代継体天皇
袁本柕命（）、伊波禮の玉穂宮（）（奈良県桜井市）に坐して、天の下治らしめしき。天皇の御年は四十三歳（）。丁未の年の四月九日に崩りましき。御陵は三島の藍の御陵なり（大阪府三島郡）。磐井の乱（「石井」と表記）について簡潔に触れている。
27代安閑天皇
広国押建金日命（）、勾（）の金箸宮（）（奈良県橿原市）に坐して、天の下治らしめしき。乙卯の年の三月十三日に崩りましき。御陵は河内の古市（）の高屋村にあり（大阪府南河内郡）。
28代宣化天皇
建小広国押楯命（）、檜垌（）の廬入野宮（）（奈良県明日香村）に坐して、天の下治らしめしき（奈良県明日香村）。
29代欽明天皇
天国押波流岐広庭天皇（）、師木島（）の大宮（奈良県桜井市）に坐して、天の下治らしめしき。
30代敏達天皇
沼名倉太玉敷命（）、他田宮（）（奈良県桜井市）に坐して、天の下治らしめすこと、十四歳なりき。甲辰の年の四月六日に崩りましき。御陵は川内の科長（）にあり（大阪府南河内郡）。
31代用明天皇
橘豊日命（）、池邊宮（奈良県桜井市）に坐して、天の下治らしめすこと、三歳なりき。丁未の年の四月十五日に崩りましき。御陵は石寸（）の掖上（）にありしを、後に科長の中の陵に遷しき（大阪府南河内郡）。
32代崇峻天皇
長谷部若雀命（）、倉橋の柴垣宮（）（奈良県桜井市）に坐して、天の下治らしめすこと、四歳なりき。壬子の年の十一月十三日に崩りましき。御陵は倉椅の岡の上にあり（奈良県桜井市）。
33代推古天皇
豊御食炊屋比売命（）、小治田宮（）（奈良県明日香村）に坐して、天の下治らしめすこと、三十七歳なりき。戊子の年の三月十五日に崩りましき。御陵は大野の岡の上にありしを、後に科長の大き陵に遷しき（大阪府南河内郡）。

## 全文

### 全文テキスト及び全文検索
- 本居豊頼, 井上頼国, 上田万年校訂『校訂古事記』 皇典講究所、 1910年[注釈 8][44]
- 本居宣長訓『訂正古訓古事記』[注釈 9][45]
- 武田祐吉訳・註『現代語訳　古事記』、1956年[46]

### 影印・複製
- 梵舜筆『古事記』上巻 室町時代末期写 國學院大學デジタルライブラリー所収[47]
- 梵舜筆『古事記』中巻 室町時代末期写 國學院大學デジタルライブラリー所収[48]
- 梵舜筆『古事記』下巻 室町時代末期写 國學院大學デジタルライブラリー所収[49]
- 本居宣長訓『古訓古事記』3巻 京都 : 永田調兵衛, 1874. 刻本国立国会図書館近代デジタルライブラリー[50]
- 荷田春満訓点『古事記』上巻 寛永21年(1644年)刊 國學院大學デジタルライブラリー所収[51]
- 荷田春満訓点『古事記』中巻 寛永21年(1644年)刊 國學院大學デジタルライブラリー所収[52]
- 荷田春満訓点『古事記』下巻 寛永21年(1644年)刊 國學院大學デジタルライブラリー所収[53]
- 賢瑜筆『真福寺本 古事記』巻上 1925年 古典保存会 複製 国立国会図書館近代デジタルライブラリー[54]
- 賢瑜筆『真福寺本 古事記』巻中 1925年 古典保存会 複製 国立国会図書館近代デジタルライブラリー[55]
- 賢瑜筆『真福寺本 古事記』巻下 1925年 古典保存会 複製 国立国会図書館近代デジタルライブラリー[56]
- 幸田成友校訂『古事記』1937年 岩波書店 (岩波文庫・教科書版 ; 1) 国立国会図書館近代デジタルライブラリー[57]
- 賢瑜筆『国宝真福寺本 古事記』1945年 京都印書館 複製
- 賢瑜筆『国宝 真福寺本 古事記』1978年 桜楓社 影印
- 道果筆『道果本 古事記』1943年 貴重図書複製会 複製
- 道祥筆『伊勢本 古事記』1936年 古典保存会 複製
- 春瑜筆『春瑜本 古事記』1930年 古典保存会 複製
- 春瑜筆『古事記上巻 応永三十三年 春瑜写』神宮古典籍影印叢刊1『古事記 日本書紀(上)』1982年 八木書店 影印
- 卜部兼永筆『卜部兼永本 古事記』1981年 勉誠社 影印
- 卜部兼永筆『兼永本古事記 出雲風土記抄 CD‐ROM』国文学研究資料館データベース古典コレクション 2003年 岩波書店
- 祐範筆『古事記』尊経閣叢刊 1937年 前田育徳財団 複製
- 祐範筆『古事記』尊経閣善本影印集成 第四輯 古代史籍30 2002年 八木書店 影印
- 『猪熊信男蔵 古事記』1936～1937年 古典保存会 複製
- 氏庸筆『古事記』阪本龍門文庫善本叢刊5 1986年 勉誠出版 影印

## 注解刊行
- 朝日新聞社『日本古典全書 古事記』上・下（太田善麿・神田秀夫）1962年
- 岩波書店『日本古典文学大系 古事記・祝詞』（倉野憲司・武田祐吉校注）1958年
- 岩波文庫『古事記』（倉野憲司） 1963年（改版2007年） ISBN 4003000110
  - 原文、注釈。巻末に歌謡の索引がついている。元版は上記・日本古典文学大系。
- 岩波書店『日本思想大系1 古事記』 （青木和夫・石母田正・小林芳規・佐伯有清校注）1982年
- 桜楓社『全注 古事記』(尾崎知光編) 1984年
- おうふう『修訂版 古事記』（西宮一民編）2000年
  - 注釈、補注、類義字一覧、同訓異字一覧
- おうふう『新校 古事記』（沖森卓也・佐藤信・矢嶋泉編）2015年 ISBN 978-4273037758
  - 校訂本文、訓読文、補注
- 角川書店『古事記』（武田祐吉訳注）1956年
- 角川文庫『新訂 古事記』（武田祐吉・中村啓信）1977年
  - 角川ソフィア文庫『新版 古事記』（中村啓信）、2009年
- 角川書店『鑑賞日本の古典 古事記』（上田正昭・井手至編） 1978年
- 講談社学術文庫 上中下『古事記 全訳注』（次田真幸） 初版1977年
  - 原文、現代語訳、注釈、解説
- 小学館『日本古典文学全集 古事記・上代歌謡』（荻原浅男・鴻巣隼雄） 1973年
- 小学館 『鑑賞日本の古典1 古事記・風土記・日本霊異記』（曾倉岑・金井清一、尚学図書発行） 1981年
- 小学館 『新編日本古典文学全集1. 古事記』（山口佳紀・神野志隆光） 1997年 ISBN 4096580015
  - 口語訳、注釈、解説、人名索引
- 小学館 『日本の古典を読む①古事記』（山口佳紀・神野志隆光）2007年 ISBN 978-4093621717
- 新潮社 『新潮日本古典集成 古事記』（西宮一民） 1979年、新装版2014年
  - 注釈、神名の釈義、神名索引。ISBN 978-4106208010
- 白帝社『古事記』（尾崎知光編）1972年
- 神道大系編纂会『神道大系 古典編一 古事記』（小野田光雄校注）1977年
- 花鳥社 全2巻『古事記私解』（多田一臣）2020年

### 現代語訳（新版）
- 三浦佑之 『口語訳 古事記』文藝春秋、2002年。ISBN 416-3210105。現代語訳、注釈、解説
  - 文春文庫「神代篇」「人代篇」、2007年。ISBN 416-7725010・ISBN 416-7725029
- 鈴木三重吉『古事記物語』 新版・角川ソフィア文庫、2003年。ISBN 400-6022263
- 蓮田善明 『現代語訳 古事記』岩波現代文庫、2013年。ISBN 400-6022263
- 福永武彦 『現代語訳 古事記』河出文庫、2003年。ISBN 430-9406998
  - 福永武彦『古事記物語』 岩波少年文庫、新版2000年。ISBN 400-1145081
- 梅原猛 『古事記』 学研、増補新版2016年。ISBN 9784054064751
- 橋本治『古事記 少年少女古典文学館 1』 講談社、1993年。ISBN 406250801X。新版2009年。
  - 著者の橋本治の見解により上巻の内容のみ収録。
- 町田康『口訳　古事記』 講談社、2023年。ISBN 978-4065312049
- 池澤夏樹『古事記』 河出文庫 古典新訳コレクション、2023年。ISBN 978-4309419961